# 小島裕子

小嶋　惟愛 （こじま ゆあ、1966年8月20日 - ）は、日本の女優。京都府出身。以前はJAC(ジャパンアクションクラブ)に所属していた。（13期）

## 来歴・人物
『超新星フラッシュマン』のキルト役で知られている。悪役で共演していた萩原佐代子の公式ブログによれば、現在は引退し、三人の子供をもうけている。彼女のブログや垂水藤太のブログにも何度か登場している。2010年には『東映ヒーローMAX Vol.34』にて、萩原佐代子、長門美雪と共に登場している。
2010年代に小嶋惟愛と改名し、芸能活動を再開。
関西を拠点とし、劇団テンアンツ(映像劇団10ANTS )、劇団えとせとら等で出演している。
華道家 いけばな京楓流　小嶋範彦 として数多くの作品を出展している。

## 出演

### テレビドラマ
- 電撃戦隊チェンジマン（1985年）スタント
- 超新星フラッシュマン（1986年）キルト
- 電脳警察サイバーコップ 第16話（1988年）
- 武蔵忍法伝 忍者烈風（東京MX) (2024年)

### 映画
- 法華戦隊ミョウレンジャー（2020年）
- 最果ての犬　（2024年） 監督・撮影・編集・制作 樽本克也

### 演劇
- はぐれ剣士・十兵衛2　（2025年）お袖　TEAM Kasai プロデュース

### イベント
- 340プレゼンツ「超新星祭」ゲスト（2009年10月31日）
- 澄川真琴 ファンミーティング　まこっちゃん祭り2　ゲスト・小島裕子、吉田真弓、渡辺元子（2024年11月26日、伽琉駝門カフェ（カルダモンカフェ）-大阪）